# Friederike Büscher

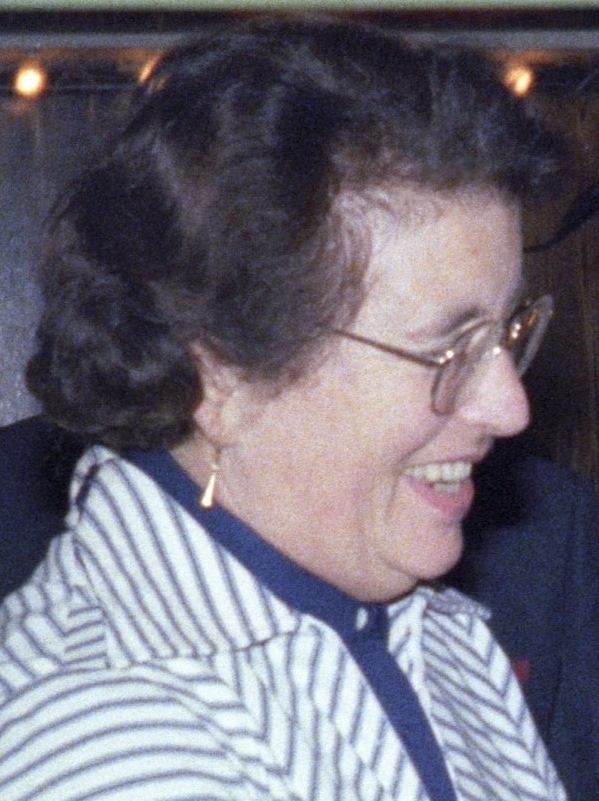
Friederike Büscher 1989

Friederike Büscher (* 13. März 1913 in Hamburg; † 27. Januar 2004) war eine deutsche SPD-Politikerin und Abgeordnete der Hamburgischen Bürgerschaft.

## Leben
Friederike (Friedel) Büscher wuchs in einem sozialdemokratisch geprägten Umfeld auf. Sie gehörte schon mit 12 Jahren zu den Kinderfreunden, einer damaligen Untergliederung der SPD. Mit 14 Jahren trat sie in die Sozialistische Arbeiterjugend (SAJ) ein und war von 1931 bis zum Verbot der Partei 1933 Mitglied der SPD. Bis zu ihrer Heirat 1939 mit dem sozialdemokratischen Maurer und Gewerkschafter Karl Büscher (1907–1999) arbeitete sie als Bilanzbuchhalterin. Sie bekam eine Tochter.
Gleich nach Ende des Krieges 1945 trat sie wieder in die Partei ein und gründete den SPD-Ortsverein (Distrikt) Hamburg-Niendorf mit. 1949 gehörte sie zu den ersten Frauen, die als Abgeordnete in die Bezirksversammlung Hamburg-Eimsbüttel gewählt wurden. Bis 1966 gehörten kommunalpolitische Themen zu ihrem Arbeitsschwerpunkt.
Von 1966 bis 1978 gehörte sie als Abgeordnete der Hamburgischen Bürgerschaft an. Dort war sie Mitglied der Bodenordnungskommission, stellvertretende Vorsitzende im Bauausschuss, Mitglied im Haushaltsausschuss der Finanzbehörde und im Rechnungsausschuss. Daneben arbeitete sie auch im Landesfrauenausschuss mit, dem Zusammenschluss Hamburger Frauenorganisationen.
1978, im Alter von 65 Jahren, trat sie bei der Bürgerschaftswahl nicht mehr an, um ihr Enkelkind zu betreuen, da ihre Tochter sich selbstständig gemacht hatte. Friedel Büscher arbeitete noch als Mitglied im Bezirkssenioren- und im Landesseniorenbeirat und – bis im Alter von 81 Jahren – in einer Frauengruppe weiter.
Friederike Büscher wurde in Hamburg auf dem Alten Niendorfer Friedhof beigesetzt.

## Ehrungen
- 1979 Verdienstkreuz am Bande
- Friederike-Büscher-Wanderweg – Ein Wanderweg in Niendorf wurde nach ihr benannt[2]